# Monousuario
Un sistema operativo monousuario (de mono: 'uno'; y usuario) es un sistema operativo que solo puede ser ocupado por un único usuario en un determinado tiempo. Ejemplo de sistemas monousuario son las versiones domésticas.
Es un sistema en el cual el tipo de usuario no está definido y, por lo tanto, los datos que tiene el sistema son accesibles para cualquiera que pueda conectarse.
En algunos sistemas operativos se accede al sistema reproductor de un usuario único que tiene permiso para realizar cualquier operación. Este es el caso de los sistemas operativos más antiguos como MS-DOS y algunos más recientes como la serie Windows 95/98/Me de Microsoft o MacOS (antes de Mac OS X) de Macintosh. En estos sistemas no existe una diferenciación clara entre las tareas que realiza un administrador del sistema y las tareas que realizan los usuarios habituales, no disponiendo del concepto de multiusuario, un usuario común tiene acceso a todas las capacidades del sistema, pudiendo borrar, incluso, información vital para su funcionamiento. Un usuario malicioso (remoto o no) que obtenga acceso al sistema podrá realizar todo lo que desee por no existir dichas limitaciones. 